# Joseph Bazalgette

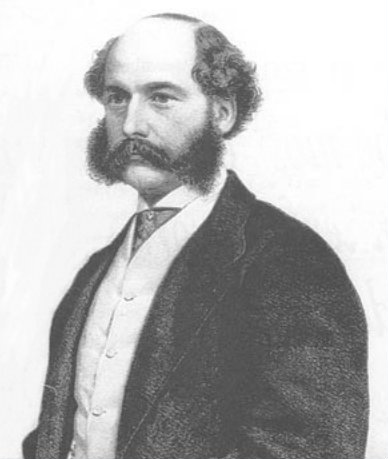
Ritratto di Joseph Balzalgette.

Joseph Bazalgette (Londra, 28 marzo 1819 – Wimbledon, 15 marzo 1891) è stato un ingegnere inglese, fu uno dei grandi ingegneri civili dell'età vittoriana. Come capo del Metropolitan Board of Works della città di Londra, costruì il sistema fognario della capitale britannica riuscendo così a ridurre di molto le frequenti epidemie di colera e altre malattie intestinali che falcidiavano periodicamente la popolazione di Londra. Come conseguenza di questa colossale opera riuscì a disinquinare le acque del Tamigi ponendo fine al fenomeno della grande puzza che aveva afflitto Londra per tutta l'estate del 1858.

## Biografia
Joseph William Bazalgette era figlio di un capitano della Royal Navy e nipote di un ugonotto immigrato dalla Francia. Iniziò la sua carriera lavorativa lavorando al progetto di una ferrovia e facendo molta esperienza in Irlanda nel campo della bonifica di terreni. Si sposò nel 1845 e lavorò all'espansione della rete ferroviaria così intensamente che due anni dopo ebbe un grave esaurimento nervoso.
Mentre si stava riprendendo dal suo esaurimento, la Metropolitan Commission of Sewers di Londra dispose la chiusura di tutte le fosse biologiche delle abitazioni e ordinò che tutti gli scarichi fossero riversati nelle acque del Tamigi. Ciò determinò l'insorgere di una epidemia di colera (1848-49) che causò la morte di 14 137 londinesi.
Bazalgette venne nominato vice direttore della Commissione di sorveglianza nel 1849 e quindi direttore nel 1852 quando il suo predecessore morì per "stress ed ansia." Subito dopo arrivò un'altra epidemia di colera che causò la morte di 10 738 persone nel 1853. L'opinione dei medici di quel tempo era che il colera fosse causato dai miasmi sparsi nell'aria. Il medico John Snow fu il primo a suggerire che la causa del colera era dovuta all'acqua contaminata, ma il suo punto di vista non venne preso in considerazione.
Sostenuto dall'amico ingegnere Isambard Kingdom Brunel, Bazalgette venne nominato ingegnere capo del Metropolitan Board of Works nel 1856, posto che egli occupò fino alla creazione del London County Council nel 1889. Nel 1858, l'anno della "grande puzza", il Parlamento, nonostante la spesa colossale del progetto, emanò una legge che accolse le proposte di Bazalgette per il rinnovo radicale del sistema fognario londinese di Londra, con l'aspettativa che questi lavori avrebbero eliminato il problema della puzza e soprattutto ridotto l'incidenza del colera.

## Realizzazione della rete fognaria

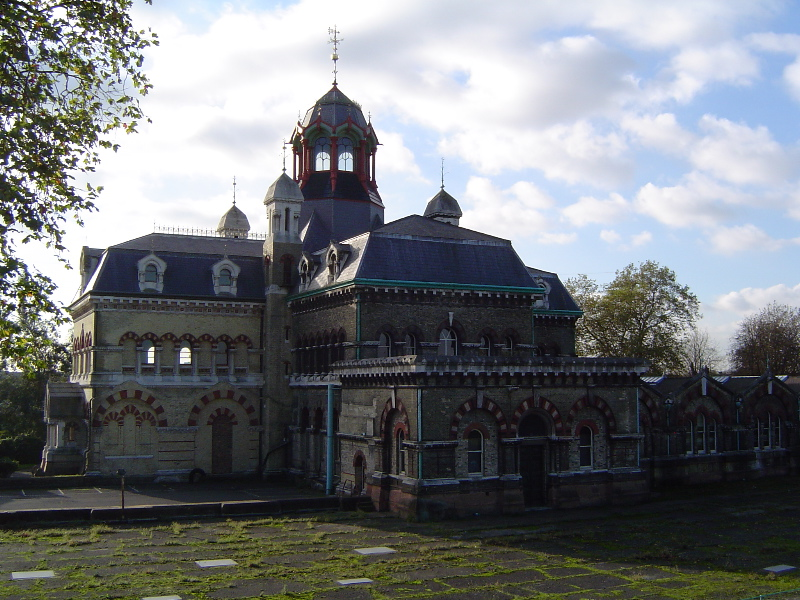
La vecchia stazione di pompaggio di Abbey Mills.

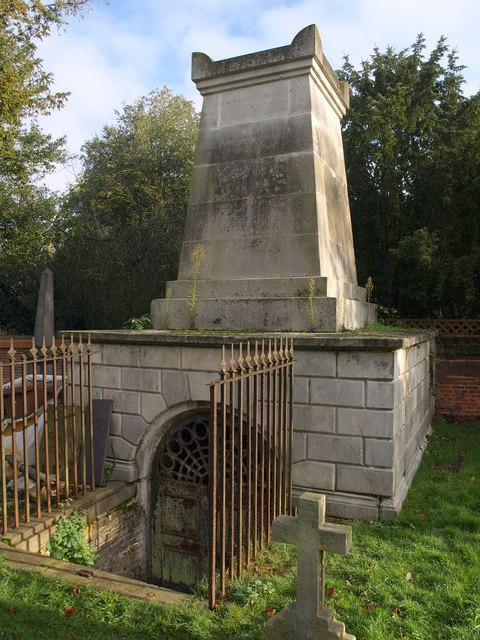
Il mausoleo di Bazalgette, nel cimitero della chiesa di Wimbledon.

A Londra lo smaltimento dei rifiuti era da sempre stato un problema. I rifiuti solidi e i liquidi umani, così come i prodotti di scarto delle case, venivano gettati direttamente nel Tamigi. Se il fiume era il principale collettore fognario di Londra, ne era anche la principale fonte di approvvigionamento idrico, fatto che, come ovvio, rappresentava un pericolo per la salute dei londinesi. L'estate del 1858 fu insolitamente calda e il fiume, che non conteneva più molta acqua, si era ridotto ad un'enorme fogna a cielo aperto, con escrementi e liquami di ogni genere. L'evento segnò la storia di Londra ed è ricordato come "la Grande puzza". Il compito di risolvere il problema fu affidato a Bazalgette e la soluzione proposta (simile alla proposta fatta dal pittore John Martin 25 anni prima), fu di costruire 134 km di collettori principali al fine di intercettare 1800 km di fognature stradali e canalizzare i reflui che fino ad allora fluivano nelle strade, per riversarsi poi nel Tamigi. 
Gli scarichi vennero realizzati nella parte inferiore del Tamigi. Per risparmiare tempo e risorse il progetto prevedeva di riversare i liquami nel mare sfruttando il reflusso della marea presso la foce del fiume. Il progetto contemplò la costruzione delle innovative stazioni di pompaggio a Deptford (1864) ed a Crossness (1865) sull'Erith, entrambe nella zona sud del Tamigi, ed una stazione ad Abbey Mills (nella valle del fiume Lea, 1868) e sul Chelsea Embankment (vicino al Grosvenor Bridge nel 1875), a nord del fiume.
L'impianto venne inaugurato nel 1865 dal Principe di Galles Edoardo, anche se l'intero progetto venne completato diversi decenni dopo, con la realizzazione degli impianti di depurazione.
La lungimiranza di Bazalgette può essere dedotta dal diametro dei collettori. Quando progettò la rete fognaria egli considerò il massimo livello che poteva raggiungere la popolazione, attribuì ad ogni persona il massimo quantitativo di liquami possibili e stabilì quale fosse il diametro necessario. Alla fine disse: «Bene, facciamo questo lavoro una volta per tutte e poi esiste sempre l'imprevisto» e raddoppiò il diametro del collettore. Oggi ogni londinese dovrebbe essere grato a Bazalgette per questa sua lungimiranza. Se egli non avesse raddoppiato il diametro, già negli anni sessanta il sistema sarebbe stato insufficiente mentre ancora oggi assolve egregiamente al suo compito.
Gli effetti della nuova rete fognaria furono quelli di ridurre il colera. La premessa di base di questo faraonico progetto era errata, ma i risultati finali superarono le più rosee aspettative. Anche se gli intenti di Bazalgette erano quelli di risolvere l'epidemia eliminando la puzza, coerentemente alla teoria miasmatica che la riteneva la causa della malattia, la costruzione della rete fognaria eliminò la vera causa impedendo la contaminazione dell'acqua ad opera dei liquami degli scarichi fognari. 
Il fiume Tamigi ora presenta una grande varietà di pesci compresa la trota. Nelle sue acque è possibile nuotare, per quei coraggiosi che osano sfidare le sue fredde acque.
Bazalgette venne insignito del cavalierato nel 1875, ed eletto presidente dell'Institution of Civil Engineers nel 1883.
Bazalgette è sepolto nella chiesa St Mary di Wimbledon, in un grande mausoleo.
Un monumento alla sua memoria venne innalzato sulle rive del Tamigi, sul Victoria Embankment nel centro di Londra.

## Altre sue opere
- Albert Embankment (1869)
- Victoria Embankment (1870)
- Chelsea Embankment (1874)
- Putney Bridge (1886)
- Albert Bridge (1884 modifiche)
- Hammersmith Bridge (1887)
- The Woolwich Free Ferry (1889)
- Battersea Bridge (1890)
- Charing Cross Road
- Garrick Street
- Northumberland Avenue
- Shaftesbury Avenue
- primi progetti per il Blackwall Tunnel (1897)
- progetto per quello che poi divenne il Tower Bridge